# Pac (Adelsgeschlecht)

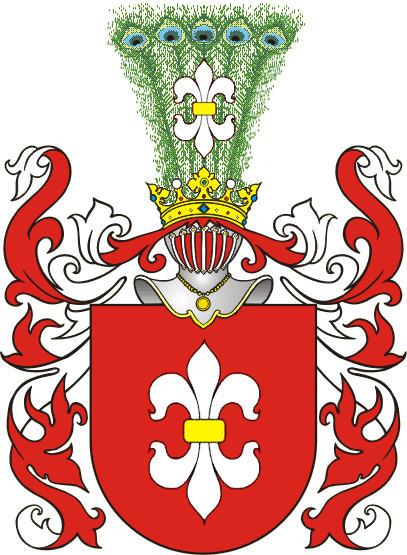
Das Adelswappen der Familie von Pac, Wappengemeinschaft Gozdawa

Pac ist der Name eines polnischen Hochadelsgeschlechts litauischer Herkunft (deutsch: Paz). Die weibliche Form des Namens lautet Pacowa (Pazowa).

## Namensträger
- Stefan Kazimierz Pac (litauisch: Steponas Pacas) (1587–1640), litauischer Staatsmann, Vizekanzler Litauens, Vater von Krzysztof Zygmunt und Mikołaj Stefan
- Michał Kazimierz Pac (litauisch: Mykolas Kazimieras Pacas) (1624–1682), litauischer Staatsmann, Feld- und Großhetman Litauens, Woiwode
- Krzysztof Zygmunt Pac (litauisch: Kristupas Žygimantas Pacas) (1621–1684), litauischer Staatsmann, Kanzler Litauens
- Mikołaj Stefan Pac (litauisch: Mikalojus Steponas Pacas)(unbekannt–1684), litauischer Staatsmann, Kastellan und Bischof von Vilnius, Bruder von Krzysztof Zygmunt
- Ludwik Michał Pac (1778–1835), polnischer General in der Napoleonischen Armee (1808–1814)